# 七份一書店
七份一書店（英語：One Seventh Bookshops）是香港的一間獨立書店，於油麻地、深水埗及灣仔共設分店四間，由社会企业「滾動的書」（Rolling Books）於2021年創立。
作為滾動的書的其中一項計畫，該店除透過讓社會上不同行業和背景的人士嘗試經營書店，亦會透過不同途徑，讓难民及少數族裔等社會上有需要人士能夠有閱讀書籍的機會。

## 歷史
2004年初，莊國棟於香港島創立名為「阿麥書房」的獨立書店，但後因財政壓力而先後結業。據莊氏為一本書籍撰序時指出，當時的獨立書店只注重販售書籍，書店之間呈現一種「敵人」的關係，甚少互訪；此外，該等書店亦以「折扣」吸引造訪者購書，但甚少呼籲他們多加關注書店經營之艱辛。事實上，恆常的購書折扣優惠往往是香港獨立書店常見的營運模式，但莊氏在一個訪問時指出，書店營運者在出售該等書籍後，收入不算太多，亦成了前述書店結業的原因之一。
近年莊氏創辦「滾動的書」，以書店以外的方式，向市民推廣閱讀，亦曾參與各類社會創新比賽及申請資助。相關的經驗令他有意將「社會培育」的概念引進至書店營運上，於是在2021年7月開展一項名為「七份一書店狂想曲」之計畫，培養有意經營書店的人士。滾動的書原擬只招募七人共同營運一間書店，但後來因應報名情況，而改為開設兩間書店，營業期為六個月。據莊氏指出，阿麥書房結業後，曾甘心不願再開書店，但其近年目睹獨立書店在香港的重要性日增，認為要「做一些留下來可以做的事」，故有此構思。
同年9月，位於油麻地東南樓藝術酒店的分店正式開業，而位於大南街的分店則於同月中開始營運。據莊氏指出，之所以選擇東南樓藝術酒店作為書店的其中一個選址，是因為他曾與該酒店合作，向少數族裔派發書籍；同時，他亦希望透過在酒店內一間既有的藝術商店中，增設書架作為小書店，吸引更多造訪者到訪該酒店，形成一種雙贏局面。
同年11月，該店獲伍集成文化教育基金會贊助，於灣仔集成中心開設新店，並邀請Kadey Jadey 繪本童樂、一拳書館等共6間獨立書店參與營運工作。據該店指出，有關店舖只會營運三個月，至翌年1月底為止。
2022年6月，該店開展第二期書店店長培育計畫，除繼續得到伍集成文化教育基金會贊助，於集成中心營運書店外，亦與深水埗一間青年旅舍合作，將旅舍部份床位改造為書架，為造訪者提供一種結合閱讀和住宿的「bookation」體驗。當中後者為該店首間二手書店，店內所售賣的書籍乃透過回收所得，從而進一步降低店長經營書店的成本。
同年7月，該店主辦第一屆「獨立書店（圍爐）表揚獎」，透過公眾投票選出心儀書店，並於同年9月初舉辦頒獎禮。據該店發起人莊氏指出，有關靈感緣自江瓊珠拍攝的記錄片《書人頌》，思索社會未曾以書店經營者的角度看待書店；同時，他亦期盼透過有關獎項，除了能提升大眾對香港獨立書店的關注程度外，亦藉此表揚獨立書店對書籍銷售業的默默付出，並鼓勵它們為愛書之人提供更多閱讀、交流空間。

## 書店特色
與香港大部份獨立書店不同，該店採用一種類近於共用工作空間的營運方式，透過結合數名特質相近的參與者，以每人營運書店七份之一空間之方式，探索建立具主題性質的書店之可能性。據莊氏在一個訪問中指出，該店的賣點在於計畫的參與者（「店長」），不同參與者在選書、書架裝潢等各有其特色，凸顯了他們的個性。現時，油麻地分店側重於文化與藝術，以配合所處的東南樓藝術酒店之特色；而深水埗分店則以社區為本。
另外，該店亦會接受造訪者捐贈童書，並透過滾動的書轉贈至草根階層的居民（包括但不限於难民與尋求庇護的人士）；與此同時，該店會於個別日子將各店主的售書收益，以一定比例轉化為書券，並贈予少數族裔青年作該店購書之用。
除一般書店營運外，該店亦曾提供實習機會，讓參與者能夠參與書店的日常運作。其後，有參與者製作一本名為《七份一書店的煙腸日常》的刊物，以作留念之用。

## 各界反應與日後發展
「七份一書店狂想曲」計畫推出後，吸引了不少有意經營書店的人士參與，當中2022年的一屆更收到逾50份申請。而在該店開業後，除能讓部份市民初嘗遊逛獨立書店的另類體驗外，亦吸引到遠自梅窩的居民造訪，並向店長送上自製食品；同時，參與者亦認為計畫能減輕他們在營運書店時，於財政、訂購書籍等方面的工作壓力，而箇中的營運經驗可對日後開設書店有一定幫助。
而位於深水埗一間青年旅舍的分店開業後，亦吸引一些年輕人預約住宿，並於店內閱讀書籍。據莊氏指出，該店日後亦會仿效旅舍做法，舉辦一些與「書」有關的住宿體驗活動。
與此同時，亦有參與該計畫的參加者利用自身於計畫所吸收的經驗和心得，先後於旺角及深水埗兩地開設兩間獨立書店。

## 備註
1. ↑  「煙腸」一詞乃取自英语intern一詞的粵语諧音。

## 外部連結
- 七份一書店的Facebook專頁
- 七份一書店@東南樓的Instagram帳戶
- 七份一書店@大南街的Instagram帳戶
- 七份一書店@集成中心的Instagram帳戶
- 七份一書店@Wontonmeen的Instagram帳戶